# Lionel Perez (football)
Pour les articles homonymes, voir Lionel Perez et Perez.
Lionel Perez est un footballeur français né le 24 avril 1967 à Bagnols-sur-Cèze (Gard). Il évolue au poste de gardien de but dans les années 1990 et 2000, en France puis en Angleterre.

## Biographie

### Carrière de joueur

#### En France (1989-1996)
Né à Bagnols-sur-Cèze dans le Gard, Lionel Perez est formé au Nîmes Olympique, où il commence sa carrière à haut niveau, en deuxième division. Il signe son premier contrat professionnel en 1989. 
En 1991, il est vice-champion de France de D2 et accède à l'élite, où il côtoie Éric Cantona et Laurent Blanc, et joue deux saisons pleines comme titulaire. Il apparaît dans l'équipe type de 1re division le 29 mars 1992. Excellent sur sa ligne et très spectaculaire dans ses interventions, il est alors promis à un bel avenir. 
Après la relégation du Nîmes Olympique en D2, il rejoint les Girondins de Bordeaux, comme doublure de Gaëtan Huard. Il joue une vingtaine de matches en deux saisons, aux côtés des futurs champions du monde Zidane, Dugarry et Lizarazu.
En 1995, alors qu'il lui reste trois ans de contrat, il est prêté pour un an au Stade lavallois en deuxième division, afin de retrouver du temps de jeu. Sous la houlette de Denis Troch, les Tango emmenés par Jérôme Leroy et Stéphane Pédron échouent de peu aux portes de la première division, terminant quatrièmes. Avec 48 matches joués, Lionel Perez est le joueur le plus utilisé de l'effectif lavallois. Rassurant dans les buts, parfois auteur de prouesses, il se fait également remarquer par sa capacité à galvaniser les troupes et les pousser à se surpasser.

#### En Angleterre (1996-2004)
Il est acheté en 1996 par Sunderland, club de Premier League, pour 200 000 £. Dès sa première saison il est élu « Joueur de l'année » par les supporters.

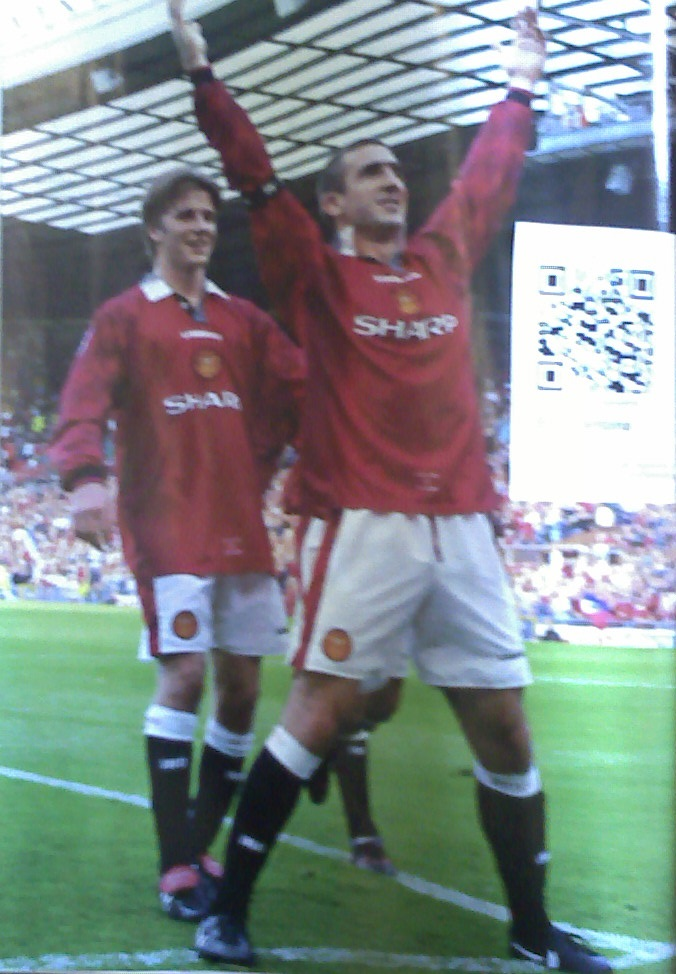
Éric Cantona célébrant un but.

Lionel Perez reste dans les mémoires des supporters anglais comme le gardien qui concéda un but lobé d'anthologie d'Éric Cantona, considéré comme le plus beau de sa carrière, le 21 décembre 1996 contre Manchester United,. En 2020, Cantona expliquera ce but et la célébration iconique qui a suivi par le fait que Perez ait refusé de le saluer dans le tunnel d'Old Trafford, alors qu'ils avaient été coéquipiers à Nîmes,.
En 1998 il rejoint Newcastle comme doublure de Shay Given. En février 1999 il est en contact avec l'Olympique lyonnais qui recherche un gardien remplaçant à la suite du décès de Luc Borelli. Perez se déplace au siège de l'OL mais la piste n'aboutit pas.
Il poursuite sa carrière dans les divisions inférieures anglaises, où il laisse le souvenir d'un gardien charismatique et apprécié des supporters pour son style flamboyant. En 2021 il est intronisé au Hall of Fame du Cambridge United.

« Capable d'effectuer des arrêts époustouflants et décisifs, il pouvait également exalter ses coéquipiers et ses supporters par des prestations flamboyantes qui mettaient souvent The Abbey en extase. « God with a perm » disait une banderole révérencieuse.

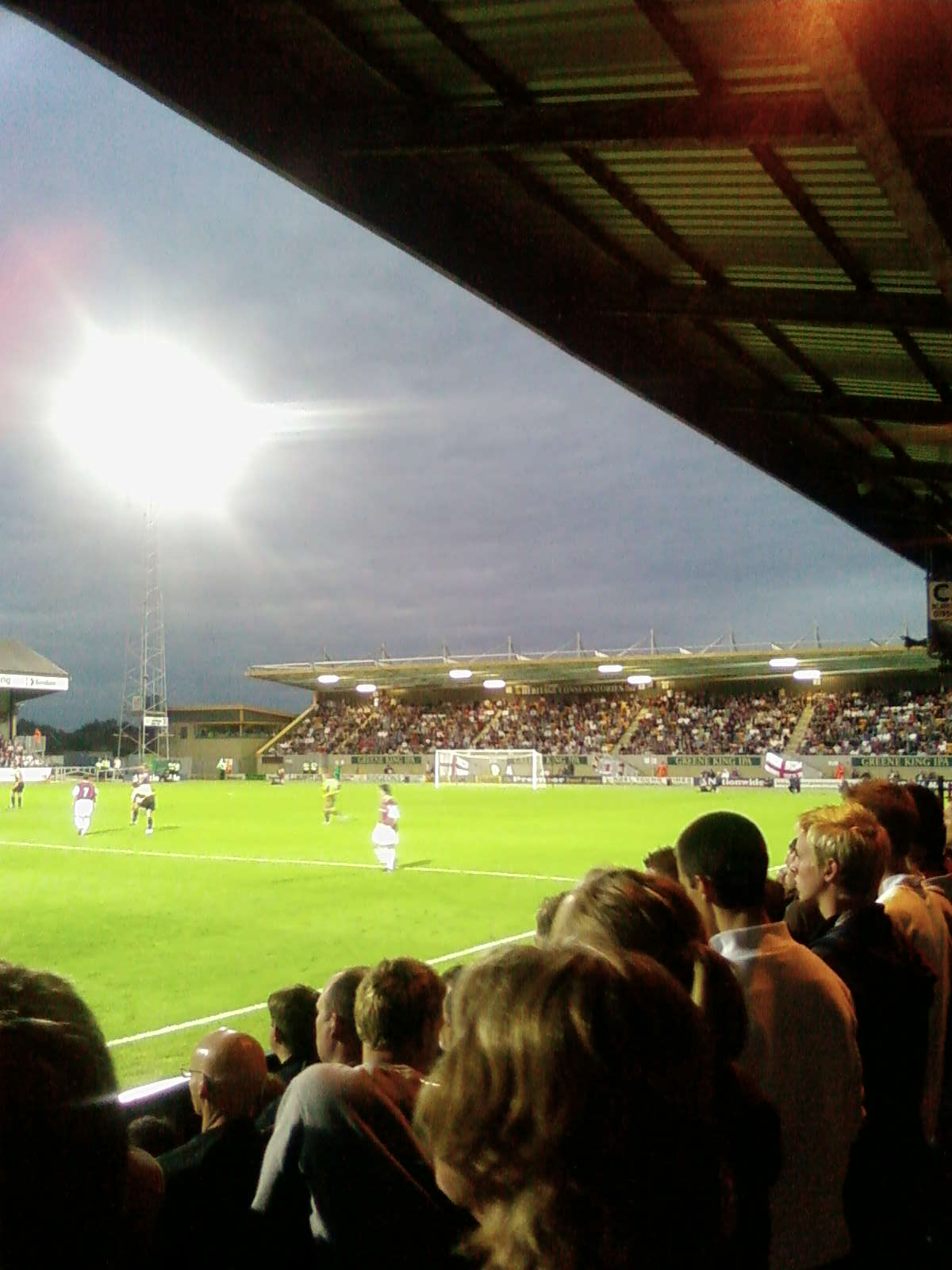
L'Abbey Stadium.

En 104 apparitions au total, souvent dans des conditions d'adversité extrême, Lionel a étonné, ébloui, triomphé, rugi, fulminé et, oui, parfois exaspéré. Toutes les histoires d'amour ont leurs moments difficiles. On t'aime, Lionel. »

— Cambridge United Hall of Fame
Victime d'une double fracture de la jambe droite en mars 2004, il est contraint de mettre un terme à sa carrière de joueur, à 37 ans, après huit saisons passées en Angleterre et une dernière distinction de « Joueur de la saison », décernée par les supporters de Stevenage Borough, dont il intègre le staff technique.

### Reconversion
Il fait son retour en France en 2006. En juillet 2007, il devient l'entraîneur de la PHA du FC Chusclan Laudun l'Ardoise. Fin 2009 il est nommé entraîneur adjoint du SO Cassis-Carnoux. En 2012-2013 il entraîne le FC Carpentras. En octobre 2014 il est entraîneur par intérim du Pontet en CFA.
Il est désormais retiré du monde du football.

## Parcours
- 1991-1993 :  Nîmes Olympique
- 1993-1995 :  Girondins de Bordeaux
- 1995-1996 :  Stade lavallois (prêt)
- 1996 :  Girondins de Bordeaux
- 1996-1998 :  Sunderland AFC
- 1998- oct. 1999 :  Newcastle United
- oct. 1999- déc. 1999 :  Scunthorpe United (prêt)
- janv. 2000- mars 2000 :  Newcastle United
- mars 2000- mai 2000 :  Cambridge United (prêt)
- mai 2000- juillet 2000 :  Newcastle United
- 2000-2002 :  Cambridge United
- 2003-2004 :  Stevenage Borough[18]